# Spheniscus urbinai
Spheniscus urbinai är en utdöd fågel i familjen pingviner inom ordningen pingvinfåglar. Den beskrevs 2002 utifrån fossila lämningar från miocen funna i Peru.